# Boligmappa Arena Larvik
Boligmappa Arena Larvik (tidligere Arena Larvik) er en idrætshal i den norske by Larvik. Den åbnede officielt 18. september 2009. Hallen er bygget i samarbejde mellem Larvik kommune og Vestfold fylkeskommune i forbindelse med den nye videregående skole i Larvik, Thor Heyerdahl videregående skole. Arena Larvik blev ved åbningen ny hjemmebane for Larvik HK fra sæsonen 2009/10. I 2010 blev der spilles indledende rundekampe ved EM i håndbold 2010 i Arena Larvik. Arena Larvik har en kapacitet på 4000 sidende tilskuere til sportsarrangementer.